# Billet de 20 francs Bayard
Pour les articles homonymes, voir 20 francs.
Recto
Verso
Chronologie
20 francs bleu-bistre 20 francs Travail et Science
Le 20 francs Bayard est un billet de banque français créé le 1er juillet 1916, émis à partir du 1er octobre 1917 par la Banque de France. Il fait suite au 20 francs bleu-bistre.
C'est la première coupure française à représenter un personnage historique, à savoir le chevalier Pierre Terrail de Bayard.

## Historique
Le personnage historique d'abord pressenti fut Sully, le fameux ministre d'Henri IV, mais l'entrée en guerre en août 1914 précipite le choix du Gouvernement vers le Chevalier « sans peur et sans reproche » Bayard, lequel était auprès des Français réputé pour sa bravoure et son courage.
Trop semblable au 10 francs Minerve et objet de contrefaçons massives, sa fabrication fut interrompue en 1919, le billet est retiré de la circulation en juin 1930 et privé du cours légal le 31 décembre 1933 pour un tirage total de 165 000 000 d'exemplaires.

## Description
Recto et verso ont été dessinés par Georges Duval (décédé en 1916), également l'auteur du verso du 5 francs Zodiaque et du 5 francs violet, et qui s'inspire pour le portrait de Bayard d'un médaillon conservé à la Bibliothèque nationale. Au verso, l'on voit un paysan en pied affutant une faux.
Le billet est gravé par Romagnol.
Le papier provient des papeteries du Marais. Le filigrane blanc représente la tête de Bayard de profil. La couleur est polychrome vert-bleu deux tons et les dimensions sont de 161 mm x 96 mm.